# Kjebek
Kjebek (korejsky 계백, v anglickém přepisu Gye-Baek nebo Gae-Baek) je tul, který se učí nositelé technického stupně 1. dan v bojovém umění taekwondo. Tul vytvořili v roce 1961 Čchö Honghŭi a Čchö Čangkŭn.

## Významy

### Význam názvu
Kjebek je pojmenován po generálovi Kjebekovi z království Pekče. 

### Význam diagramu
Diagram vzoru symbolizuje jeho tvrdou a přísnou vojenskou disciplínu.

## Pohyby vzoru
Výchozí postoj: naranhi čunbi sogi
1. ↓ niundža so kjočcha sonkchal momčchuo makki
2. nadžunde pitchuro čchagi (poloha rukou jako v předchozí technice)
3. ↑ konnun so ap čirugi
4. konnun so pande ap čirugi, parun tongdžak
5. ↓ konnun so čchukchjo makki
6. konnun so pakat pchalmok nadžunde makki, kesok tongdžak
7. konnun so tu pandalson nopchunde makki
8. ↓ koburjo čunbi sogi A
9. ⤷ annun so sonbadak turo makki
10. annun so ap čirugi, iodžin tongdžak
11. annun so tung čumok ap terigi
12. ⤷ niundža so sonkchal tebi makki
13. nadžunde jobapčcha pušigi (poloha rukou jako v předchozí technice)
14. natčchuo so opchun sonkut nopchunde tulkchi
15. natčchuo so opchun sonkut nopchunde pande tulkchi
16. ↑ kaunde jopčcha čirugi (obě ruce táhnout v opačném směru než směřuje kop)
17. ↶ niundža so pchalmok tebi makki
18. ↶ niundža so pchalmok tebi makki
19. ↶ niundža so sonkchal tebi makki
20. ↳ annun so kutča makki
21. ↬ konnun so sonkchal nadžunde makki
22. ↑ kaunde tolljo čchagi
23. ⇡ tvimjo jopčcha čirugi, parun tongdžak (jonsok čchagi, pohyb rukou není předepsán)
24. konnun so sang čumok nopchunde sewo čirugi
25. konnun so tu pandalson nopchunde makki
26. konnun so tvidžibo čirugi
27. ↶ konnun so ap pchalgup terigi
28. ↟ tvimjo kjočcha so tu pchalmok nopchunde makki
29. ← annun so sonbadak turo makki
30. annun so ap čirugi, iodžin tongdžak
31. annun so tung čumok ap terigi
32. ↶ konnun so sonkchal tung nopchunde ap terigi
33. ← omgjo tidimjo kaunde tolljo čchagi
34. ↶ konnun so sang čumok nopchunde sewo čirugi
35. niundža so čungdži čumok kaunde čirugi
36. ↶ annun so kutča makki
37. ⤶ annun so sonkchal tung nadžunde tebi makki
38. ↷ annun so sonkchal nadžunde tebi makki, kesok tongdžak
39. ↑ kurumjo annun so pakat pchalmok san makki
40. ↷ kurumjo annun so pakat pchalmok san makki
41. ⮢ konnun so čchukchjo makki
42. konnun so pande ap čirugi
43. ↶ konnun so čchukchjo makki
44. konnun so pande ap čirugi

Závěrečný postoj: ↑ naranhi čunbi sogi